# 中德住房储蓄银行
中德住房儲蓄銀行有限責任公司（簡稱：中德住房儲蓄銀行或中德銀行，縮寫：SGB），是一家總部設在天津，由中國建設銀行和德國施威比豪爾住房儲蓄銀行（简称德國施豪銀行）共同投資成立，中華人民共和國境內首家以住房儲蓄爲主要業務的專業銀行。現注冊資本20億元人民幣。

## 历史
- 1988年，西德專家向體改委介紹了在當地及西歐國家發揮巨大作用的住房儲蓄體系。
- 1994年9月，在德國施豪銀行的邀請下，中國社會科學院以及體改委（現發改委）、建設部（現住建部）、人民銀行等有關人員赴德聯合考察。
- 1998年10月，德國施豪銀行在北京市設立代表處。
- 1999年4月，根據時任總理朱镕基批示，中國建設銀行組成住房儲蓄課題組對引進德國住房儲蓄制度、在中國成立合資住房儲蓄銀行的可行性進行研究論證。
- 2002年10月15日，人民銀行以《銀複[2002]297號》文批複同意籌建中德住房儲蓄銀行。
- 2003年11月14日，中國銀監會天津銀監局以《津銀監複[2003]28號》轉發了《中國銀行業監督管理委員會關于中德住房儲蓄銀行開業的批複》（銀監複[2003]69號）。
- 2003年12月1日，時任德國總理施羅德、中國總理溫家寶出席中德銀行簽字儀式，中國建設銀行和德國施豪銀行雙方代表在人民大會堂簽署《中德住房儲蓄銀行章程》。
- 2004年2月15日，在天津利順德大飯店舉行開業儀式[4][5]，注冊資本1.5億元人民幣。
- 2011年12月，首家異地分支機構——重慶分行正式開業。
- 2017年12月，济南、大连分行正式開業。

## 外部連結
- 中德住房儲蓄銀行官方網站（页面存档备份，存于）（简体中文）